# Episodi di Delitti in Paradiso (decima stagione)
La decima stagione della serie televisiva Delitti in Paradiso, composta da 8 episodi della durata di 60 minuti ciascuno, è stata trasmessa in prima visione assoluta nel Regno Unito sul canale BBC One dal 7 gennaio al 18 febbraio 2021. Inoltre, è stato trasmesso anche un episodio speciale di Natale il 26 dicembre dello stesso anno.
Joséphine Jobert ritorna nel cast principale al quale si aggiunge Tahj Miles, mentre Tobi Bakare lascia la serie. Sara Martins e Ben Miller riappaiono come guest star.
In Italia la stagione è stata trasmessa in prima visione assoluta su Rai 2 dal 14 luglio al 19 agosto 2021. 
| nº | Titolo originale      | Titolo italiano                           | Prima TV Regno Unito | Prima TV Italia |
| -- | --------------------- | ----------------------------------------- | -------------------- | --------------- |
| 1  | Pilot of the Airwaves | Gloria mattutina                          | 7 gennaio 2021       | 14 luglio 2021  |
| 2  | Steamy Confessions    | L'uomo dei ghiacci                        | 14 gennaio 2021      | 14 luglio 2021  |
| 3  | Lucky in Love         | Il corpo scomparso                        | 21 gennaio 2021      | 18 luglio 2021  |
| 4  | Chain Reaction        | Mistero in ospedale                       | 28 gennaio 2021      | 18 luglio 2021  |
| 5  | Music to My Ears      | Messaggio dall'oltretomba (prima parte)   | 4 febbraio 2021      | 12 agosto 2021  |
| 6  | Fake or Fortune       | Messaggio dall'oltretomba (seconda parte) | 5 febbraio 2021      | 12 agosto 2021  |
| 7  | Somewhere in Time     | Addio al celibato                         | 11 febbraio 2021     | 19 agosto 2021  |
| 8  | I'll Never Let You Go | Il pastello rosso                         | 18 febbraio 2021     | 19 agosto 2021  |

## Gloria mattutina
- Titolo originale: Pilot of the Airwaves
- Diretto da: Richard Signy
- Scritto da: Robert Thorogood e Justin Young

### Trama
Garfield Tourné è il conduttore televisivo del celebre programma "Oggi con Tourné" (Today with Tourné), in cui lavora al fianco della figlia Hélène. Benny, fattorino dello studio televisivo, viene incaricato dalla direzione di andare a casa di Melanie, giovane dipendente che lavora nel programma, mentre Garfield di prima mattina si mette in collegamento con Hélène, la quale conduce un servizio in diretta. Benny va a casa di Melanie e la vede di spalle mentre entra nella sua abitazione, poi la perde di vista sentendola urlare poco dopo. Quando entra in casa per aiutarla, la trova morta nella piscina che si trova all'esterno della villa.
Florence è tornata a Saint Marie, accolta con affetto da JP e Patterson. È stato quest'ultimo a chiederle di ritornare dato che il corpo di polizia dell'isola è a corto di personale; infatti Madeleine è rientrata a Parigi dopo aver ottenuto una promozione e Ruby l'ha seguita, accettando di entrare in un programma di reclutamento. Florence partecipa subito all'indagine sulla morte di Melanie, affiancando Parker dopo il loro primo imbarazzante incontro, in cui lui l'ha scambiata per una dottoressa. Florence è perplessa circa il comportamento di Parker, il quale non vuole più rimettere piede nella stazione di polizia dato che lì si sente male; è convinto di soffrire della sindrome dell'edificio malato. 
In assenza di Ruby, anche Patterson partecipa direttamente all'indagine: poiché la casa di Melanie è tutta in disordine, la prima ipotesi è che la ragazza abbia sorpreso in flagrante un ladro che stava rubando in casa sua e che l'ha strangolata, anche se l'unica cosa che manca è il computer portatile. JP scopre dalla vicina di casa di Melanie che Garfield, noto donnaiolo, una sera la riaccompagnò a casa e cercò di sedurla, venendo respinto. Parker trova nel salotto un bottone, scoprendo che appartiene a una delle camicie di Garfield, il che fa di lui il principale indiziato ma, stando al rigor mortis, Melanie è deceduta mentre lui era in diretta televisiva, quindi Garfield ha un alibi inattaccabile.
Il bungalow di Parker prende fuoco per colpa di una candela alla citronella che lui ha lasciato accesa. Per riparare i danni, il dipartimento di polizia deve dare pieno fondo al budget, ma non può pagargli un albergo, perciò Florence si vede obbligata a ospitarlo a casa sua. Parker non le sta facendo una buona impressione, fino a quando non le fa una sorpresa, chiedendo a Catherine di preparare una cena per due, gesto che Florence apprezza molto, ma la rende malinconica, poiché dopo la morte di Patrice non ha più cenato con un altro uomo. Lei e Parker entrano più in confidenza, lui le confessa che perse il padre all'età di tredici anni.
Guardando tra gli effetti personali di Melanie, Patterson trova un rossetto fin troppo vistoso, particolare strano poiché Melanie non era una donna che badava molto al trucco, infatti si tratta di una chiavetta USB, i cui dati sono protetti da una password. Malgrado il solido alibi, Parker non ha nessun dubbio sul fatto che Garfield sia l'assassino: ispirato dal thermos che conserva la temperatura delle bevande al suo interno, capisce finalmente come Garfield abbia ucciso Melanie e intuisce la password della chiavetta USB, ovvero "patriarcato", e dal materiale comprende anche il movente.
Parker fa convocare Garfield e Hélène nello studio televisivo, e rivela che sono complici nell'omicidio di Melanie. Nella chiavetta USB ci sono le informazioni su un'inchiesta che lei stava preparando contro Garfield, dopo aver scoperto che aveva licenziato molte donne da lui molestate, inchiesta che gli avrebbe distrutto la carriera. Parker ha capito che Garfield e Hélène hanno manipolato la tempistica degli eventi per sviare le indagini: Garfield andò a casa di Melanie e la uccise strangolandola, ma durante la colluttazione Melanie gli strappò un bottone dalla camicia. Garfield mise il corpo nella sauna, affinché il calore alterasse il rigor mortis, rubò il computer dove sperava di trovare i dati sull'inchiesta (ignaro che Melanie li aveva messi al sicuro nella chiavetta USB) e poi mise la casa in disordine per inscenare un furto. Successivamente Garfield andò allo studio televisivo, sapendo che Benny sarebbe andato a prendere Melanie a casa sua, ma quella che Benny aveva visto di spalle era Hélène, che poi tolse il corpo di Melanie dalla sauna gettandola in piscina per poi urlare. Hélène non stava conducendo un servizio in diretta, era solo una registrazione che aveva già preparato, infatti Garfield aveva studiato bene i tempi e le pause simulando una conversazione, ma Parker aveva notato che durante il servizio c'era una pianta dietro a Hélène, con dei fiori di ipomea, nello specifico ipomoea sagittata, i cui petali erano chiusi: se infatti il servizio fosse stato realmente girato di mattina in diretta, i fiori sarebbero stati aperti, dato che quel fiore sboccia a inizio giornata. Non soltanto Parker arresta Garfield e Hélène, ma li umilia davanti al pubblico, smascherandoli in diretta televisiva.
Una donna denuncia la scomparsa del suo gatto e Florence lo trova mentre l'animale si aggira nella stazione di polizia. Parker è allergico al pelo del gatto, e questo spiega il motivo per cui stava male quando vi metteva piede. Dato che da quando si è trasferito a Saint Marie l'ispettore non è stato ancora in grado di entrare nel vero spirito della cultura locale, Florence gli promette che gli darà una mano a integrarsi meglio nella comunità.

## L'uomo dei ghiacci
- Titolo originale: Steamy Confessions
- Diretto da: Richard Signy
- Scritto da: Emma Goodwin e Robert Thorogood

### Trama
Il dottor Roger Harkness, coadiuvato dalla dottoressa Rebecca Morley e dal suo studente Ed Lancer, dirige una scavo archeologico a Saint Marie. Mentre sta bevendo una tazza di caffè, si sente male e muore. Dai primi rilievi, il decesso è avvenuto per avvelenamento da arsenico e, poiché l'unica cosa che Harkness aveva assunto era il caffè, Parker conclude che si tratta di omicidio.
Rebecca confessa di aver messo lei l'arsenico nel caffè di Harkness, un uomo rigido e intransigente nella direzione dei lavori e che Rebecca considerava un peso. Cercando di avvelenarlo con una dose non letale, ma abbastanza forte da farlo sentire male, Rebecca voleva costringerlo a lasciare Saint Marie, ma non intendeva ucciderlo. L'arsenico sembra provenire dalla carta moschicida trovata nel capanno di proprietà di Alice Joyce, la cui casa è vicina alla zona degli scavi, dove la donna vive insieme al figlio Julius. JP e Florence scoprono però che nella carta moschicida, vecchia di molti anni, non c'era più veleno, solo dei batteri che infatti avevano causato il malore di Harkness. Inoltre non ci sono tracce di arsenico nel caffè, quindi non è stata Rebecca a ucciderlo.
Guardando un video di Harkness durante una sua conferenza, Parker scopre che per abitudine l'archeologo portava spesso alle labbra la stanghetta dei suoi occhiali. Tuttavia le analisi non rilevano tracce di arsenico sulle stanghette. Nel cellulare di Harkness la polizia trova un video di Ed mentre consegna qualcosa a Marlon Pryce, una vecchia conoscenza di JP, un giovane delinquente che più volte ha avuto dei problemi con la legge. Marlon confessa a JP che Ed gli aveva consegnato delle monete antiche che avrebbe dovuto vendere a un cliente. Ed ammette che per guadagnare più soldi si appropria di manufatti per venderli a collezionisti privati, Harkness lo aveva scoperto e ciò minacciava la tesi di dottorato a cui Ed stava lavorando, sebbene quest'ultimo avesse già deciso di abbandonare l'archeologia.
Per aiutare Parker a integrarsi nella cultura di Saint Marie, Florence lo iscrive alla tradizionale gara culinaria di callaloo a cui partecipa anche Patterson, che detiene il titolo da tre anni, ma questa volta però perde la gara, a vincere è un altro concorrente, ma Parker riceve un premio speciale per la ricetta più originale, alla quale egli ha infatti aggiunto la salsa Worcestershire.
Ed rivela a Parker e Florence che Julius, opponendosi agli scavi, aveva vandalizzato il loro accampamento. Poiché il padre del ragazzo è scomparso da anni, ed era un uomo violento, la polizia avanza l'ipotesi che Julius e Alice lo abbiano ucciso nascondendo il cadavere nel terreno oggetto degli scavi archeologici, e che poi abbiano ucciso Harkness per interrompere i lavori ed evitare il ritrovamento del corpo. Alice confessa alla polizia che il padre di Julius è ancora vivo: Julius ricordava che da bambino vide Alice che gli sparò con un fucile, ma in realtà si limitò a ferirlo, gli diede i suoi risparmi convincendolo a lasciare Saint Marie, e fece credere a Julius di averlo ucciso per evitare che lui vivesse nel terrore del suo ritorno.
JP è costretto ad arrestare Marlon il quale, per fare colpo su una ragazza, gli ha rubato il distintivo. JP spiega al ragazzo che le cose per lui si stanno mettendo male, infatti questa volta finirà in prigione, dato che a suo carico ci sono varie accuse per furti e truffe. Parker nota che Harkness, uomo previdente che portava sempre con sé un doppione di ogni oggetto personale, aveva solo un paio di occhiali da vista. Parker torna nella zona degli scavi, portando con sé un metal detector, con il quale trova, nascosti sotto terra, un secondo paio di occhiali. Quando li mostra a Ed, questi cerca di scappare ma viene fermato da JP. Parker ha scoperto che è Ed l'assassino: dopo aver trovato dell'arsenico nel lago accanto a una vecchia miniera di rame nelle vicinanze, aveva cosparso di veleno la stanghetta degli occhiali di Harkness sapendo che lui aveva l'abitudine di mordicchiarla, dopodiché si era disfatto degli occhiali sostituendoli con quelli di riserva che Harkness portava con sé, mentre quelli pregni di arsenico li aveva sotterrati. Gli occhiali che la polizia aveva analizzato erano quelli sbagliati, inoltre Ed sapeva che Rebecca aveva tentato di avvelenare Harkness con l'arsenico mettendolo nel caffè, dando quindi per scontato che la colpa sarebbe ricaduta su di lei. La polizia arresta Ed, che progettava di condurre un suo documentario televisivo sull'archeologia, che gli avrebbe garantito successo, ma se Harkness lo avesse denunciato per riciclaggio di manufatti le sue ambizioni sarebbero andate in fumo.
Patterson ha trovato un nuovo agente per il dipartimento di polizia, in sostituzione di Ruby: con grande stupore di JP si tratta proprio di Marlon, al momento solo un agente in prova. Patterson è riuscito a reclutarlo da un'iniziativa per integrare nel corpo di polizia dei ragazzi a rischio, e dunque a JP spetta il doveroso compito di fargli da mentore.

## Il corpo scomparso
- Titolo originale: Lucky in Love
- Diretto da: Chris Foggin
- Scritto da: James Hall, Helen Black e Robert Thorogood

### Trama
Gavin e sua moglie Cherry si sono trasferiti a Saint Marie comprando una villa dopo aver vinto una cifra milionaria alla lotteria, i due invitano i loro amici Craig e la moglie Danielle a trascorrere le vacanze nella villa. Mentre Craig e Danielle escono a fare compere, quest'ultima si allontana dal marito e torna alla villa vedendo Cherry nel giardino, distesa per terra, Danielle non sente nessuna pulsazione sul polso sinistro di Cherry, infatti è morta, sul collo ci sono segni di strangolamento, Cherry telefona al marito ma una persona la colpisce alla testa con una bottiglia facendole perdere i sensi. Craig chiama la polizia, quindi JP e Craig vanno alla villa per soccorrere Danielle, ma il cadavere di Cherry è sparito.
Parker, Florence, JP e Marlon devono indagare non solo sull'omicidio di Cherry, ma anche sulla sparizione del corpo, la casa è in disordine, sembra che ci sia stata una colluttazione tra Cherry e l'assassino, JP vicino al cancello trova delle tracce di pneumatici, inoltre scopre da un vicino che Cherry, quella stessa mattina, aveva litigato con Gavin il quale, in seguito alla lite, uscì di casa arrabbiato. Gavin giura di non aver fatto del male alla moglie, dopo che era uscito ha trascorso tutto il suo tempo in un bar, e la cameriera Melea può confermarlo. JP non prende molto sul serio Marlon avendo capito che quest'ultimo ha accettato il periodo in prova come agente di polizia unicamente per non finire in prigione. Il giorno dopo il corpo di Cherry viene ritrovato nel porto, dai segni sul collo è possibile confermare che la causa di morte è lo strangolamento, ha solo un orecchino, e stranamente nella tasca portava un laccio.
Marlon trova la barca da dove è stato gettato in acqua il corpo di Cherry, ne ha trovato conferma da un pescatore che affermava di aver visto la notte prima una persona gettare qualcosa proprio da quella barca, sulla quale Parker trova il secondo orecchino, confermando che si tratta della scena del crimine. Parker scopre che in passato Cherry negò un prestito a Danielle e Craig, e infatti per tanto tempo le due famiglie avevano tagliato i ponti, fino a quando Cherry non li invitò a venirli a trovare a Saint Marie. La motocarrozzetta del dipartimento di polizia si guasta, quindi JP dà a Marlon i soldi per ripararla incaricandolo di portarla al meccanico. Parker trova nell'auto di Gavin la foto di un'ecografia, scoprendo dall'ospedale che si tratta di Melea: aspetta un bambino da Gavin. I due si sono innamorati, Gavin infatti voleva il divorzio da Cherry, la quale però, adirata per il tradimento del marito, anche perché lei ha sempre voluto un bambino senza mai riuscirci, intendeva rovinargli la vita sebbene Gavin desiderasse divorziare in amicizia. Melea ammette che l'alibi che aveva dato a Gavin era falso, e questo lo rimette in cima ai sospettati.
Marlon restituisce la motocarrozzina a JP dopo aver pagato il meccanico che l'ha riparata, JP inoltre riceve una segnalazione su alcuni rifiuti trascinati sulla spiaggia dalla corrente del mare, tra i quali trova una borsa con molti contanti, vestiti da donna e un passaporto con la foto di Cherry, dove però è riportato il nome di "Caroline Fisher" si tratta di un passaporto falso. Rosey sta per partorire quindi viene portata in ospedale, venendo accompagnata da Parker, Marlon, Florence e Patterson, poi JP la raggiunge, sua moglie dà alla luce due bambine. In ospedale Parker vede un'infermiera mettere al braccio di una paziente un laccio emostatico ciò lo porta a trovare l'intuizione con cui capisce chi ha ucciso Cherry.
La polizia fa convocare Gavin, Melea, Danielle e Craig in modo che Parker possa spiegare a tutti e quattro come Cherry abbia manipolato tutti quanti, lei all'inizio aveva inscenato una falsa morte, aveva messo in disordine la casa per far credere a tutti che ci fosse stata una lotta, inoltre il laccio che è stato trovato nella sua tasca gli era servito per legarlo con forza al braccio sinistro, così che Danielle non sentisse la pulsazione e la credesse morta, probabilmente i segni sul collo erano opera del trucco. Cherry poi tramortì Danielle con una bottiglia, le tracce di pneumatici appartenevano alla motocicletta con la quale era fuggita. Ciò che voleva Cherry era scappare con una nuova identità, inoltre desiderava rendere infelice sia Gavin che Melea, aveva litigato con il marito proprio perché sperava che il vicino di casa li sentisse e che Gavin fosse il primo indiziato, è poco probabile che Gavin sarebbe finito in prigione per omicidio, ma il sospetto si sarebbe annidato tra gli abitanti di Saint Marie, e questo avrebbe impedito a lui e Melea di crescere con serenità il loro bambino. Parker spiega poi come il piano di Cherry le si sia ritorto contro, lei era pronta a lasciare Saint Marie nel cuore della notte in barca, aveva portato con sé i vestiti, i soldi in contanti e nuovi documenti, ma Danielle l'aveva vista da lontano, era uscita per fare una passeggiata, e quando scoprì che era viva, capendo che è stata una vittima delle manipolazioni di Cherry (la quale aveva invitato a Saint Marie sia lei che Craig affinché testimoniassero che era morta per rendere tutto più credibile) decise di affrontarla, non le aveva mai perdonato il fatto che le negò quel prestito, e la rabbia prese il sopravvento, infatti strangolò Cherry uccidendola, e poi prese il largo con la barca gettando in acqua il corpo di Cherry, e anche i vestiti, i soldi e il passaporto falso. Purtroppo la corrente marina ha fatto sì che tutta la roba che lei aveva gettato in acqua finisse sulla spiaggia, così che JP la recuperasse, Parker infatti ha capito che è stata Danielle e ucciderla dalle sue impronte digitali sul passaporto falso di Cherry.
Poco dopo l'arresto di Danielle, il commissario Patterson affronta Marlon con l'intenzione di arrestarlo, JP aveva sempre saputo che Marlon non aveva consegnato la motocarrozzetta al meccanico, era stato Marlon ad aggiustarla e si è appropriato del denaro del dipartimento di polizia che doveva essere investito nelle riparazioni del mezzo, tra l'altro ha fatto anche un pessimo lavoro nell'aggiustarlo, ora finirà in prigione per truffa ai danni del corpo di polizia. Marlon gli chiede un'ultima possibilità (ora che ha lavorato al suo primo caso di omicidio il lavoro in polizia inizia ad appassionarlo con più serietà) promettendo a Patterson che se farà un altro errore non si opporrà al suo arresto e che sconterà anche il doppio della pena senza riduzione della condanna. JP e Rosey portano le loro figlie al ristorante di Catherine dove amici e colleghi festeggiano la nascita delle due bambine.

## Mistero in ospedale
- Titolo originale: Chain Reaction
- Diretto da: Chris Foggin
- Scritto da: Dan Muirden e Robert Thorogood

### Trama
Parker viene ricoverato nella clinica del St. Francis Hospital per anafilassi dovuta a una puntura di pappatacio, resterà lì per qualche giorno, dividendo la stanza con altri due pazienti, Freddie e Lulu. Nel cuore della notte Parker non riesce a prendere sonno per via del gracidio di una rana, quindi esce della camera per cercarla e vede l'infermiera Dena chiusa nel suo ufficio apparentemente priva di sensi. Il dottor Dreyfuss sfonda la porta e trova Dena senza vita, è morta per overdose da ossicodone, la porta era chiusa dall'interno e nella mano sinistra teneva una lettera dove dichiara di essersi tolta la vita, la calligrafia è la sua.
Tutto indica un suicidio, ma Parker nota che sul cellulare di Dena è stata fissata una sveglia, per ricordarle che doveva dare a Parker gli antistaminici, Parker capisce che Dena è stata uccisa, infatti se avesse voluto suicidarsi non avrebbe regolato la sveglia per prendersi cura del suo paziente. L'ultima volta che Parker aveva visto Dena viva è stato quando quest'ultima aveva accudito Lulu giocando ai cruciverba con lei, il suo unico parente è Taylor, il fratello minore che lavora anche lui all'ospedale come portantino.
Patterson decide di lavorare al caso, dando a Florence la direzione dell'indagine imponendo a Parker di non intromettersi in quanto ancora non guarito. Florence scopre che Dena aveva minacciato Dreyfuss di raccontare a tutti che tradisce la moglie se lui l'avesse licenziata, infatti è da tempo che Dreyfuss intendeva cacciarla via dall'ospedale dato che non lavorava con serietà. Marlon scopre che Dena intendeva comprare una villa a Saint Lucia, trovando che ciò fosse proibitivo per lei viste le sue modeste risorse economiche. Marlon chiede informazioni al vicino di casa di Dena che però preferisce non dargli informazioni, dunque Marlon lo mette in cella, pur avendo esagerato riesce a estorcergli un'informazione: aveva sentito Dena litigare con Taylor, voleva costringerlo a intestare a lei una somma di denaro che a breve avrebbe ottenuto. Patterson e Florence interrogano Aneesha, l'ex fidanzata di Taylor la quale spiega a entrambi che quest'ultimo era succube della sorella, che era troppo dipendente da lui, e in maniera soffocante controllava la vita di Taylor.
Parker si rifiuta di rimanere in disparte quindi si dimette dall'ospedale, lui e Florence interrogano Lulu la quale ammette di aver nominato Taylor suo unico erede, avendo legato con lui, anche perché lei non ha figli. Taylor confessa alla polizia che Dena era ossessionata dall'eredità di Lulu. Parker inizia a sentirsi debole e mentre è alla guida della Jeep urta contro l'auto di Patterson, che viene ricoverato in ospedale, ciò lo porta a provare solo ostilità contro l'ispettore, inoltre non essendoci prove solide a conferma del fatto che Dena sia stata uccisa, il caso viene chiuso come suicidio. Parker è costretto a farsi ricoverare in ospedale dato che non è migliorato, ma in piena notte il gracidio della rana non gli consente di dormire quindi lui e Freddie escono dall'ospedale e la trovano, era accanto al condotto di aerazione che comunica con la loro camera, e questo spiega per quale motivo Parker riuscisse a sentirla.
Gli infermieri portano la colazione a Patterson e Parker, i due però notano che c'è stato uno scambio, a ciascuno dei due è stata portata la colazione dell'altro, proprio questa coincidenza permette a Parker di capire chi ha ucciso Dena: la responsabile della sua morte è Lulu. Quest'ultima alla sua morte avrebbe lasciato il suo denaro a Taylor, il quale essendo assoggettato alla sorella alla fine le avrebbe concesso tutto il denaro, il fatto che Lulu fosse ancora viva malgrado ancora malata era ciò che si contrapponeva tra Dena e il suo obbiettivo, Lulu però aveva sentito Dena e Taylor discutere proprio grazie al condotto di aerazione che comunicava tra la camera e l'esterno della clinica, nello stesso modo in cui Parker sentì la rana gracidare, dove Dena aveva spiegato al fratello che avrebbe ucciso Lulu con l'ossicodone, aveva preparato due tazze di cioccolata calda, una per lei e un'altra per Lulu, quest'ultima però approfittando di una distrazione le scambiò, quindi Dena aveva bevuto la tazza nella quale lei stessa aveva messo l'ossicodone, poi Lulu infilò nella tasca di Dena, mentre quest'ultima le sistemò il cuscino, un biglietto scritto da Lulu dove affermava che Dena si era tolta la vita, avendo giocato ai cruciverba con lei aveva imparato a ricopiare la sua calligrafia, e quando Dena si è chiusa a chiave nel suo studio notò la lettera che era nella sua tasca, la afferrò con la mano sinistra ma l'ossicodone che aveva assunto aveva iniziato a fare effetto morendo all'istante. Lulu non rimpiange ciò che ha fatto dato che Dena con la sua prepotenza stava rovinando la vita di Taylor.
Parker e Patterson vengono dimessi dall'ospedale, quest'ultimo saluta Freddie, e sebbene Patterson spesso è esasperato dai metodi poco ortodossi di Parker ammette che lui è riuscito a risolvere un difficile caso di omicidio. L'uomo che Marlon aveva messo in cella pretende che ci siano delle conseguenze contro di lui, e dato che JP è il diretto superiore di Marlon deve occuparsene lui, ma decide di perdonarlo dato che Marlon, pur avendo esagerato, ha dimostrato di mettere impegno nel suo lavoro.

## Messaggio dall'oltretomba (prima parte)
- Titolo originale: Music to My Ears
- Diretto da: Jordan Hogg
- Scritto da: James Hall e Robert Thorogood

### Trama
Pasha Verdinikov è un pianista di successo. Di notte, mentre è tutto solo nel suo studio, qualcuno forza la porta entrando nello studio, poi si sente uno sparo e Pasha viene ritrovato morto. La polizia indaga sulla morte dell'uomo, nella villa all'ora dell'omicidio c'erano Grace e Joseph, rispettivamente moglie e figlio della vittima, il giardiniere Delford e la governante Maggie, tutti hanno un alibi perché quando hanno sentito lo sparo Maggie e Joseph erano in cucina, mentre Grace e Delford nel salotto.
Nello studio mancano alcuni oggetti, tutto fa pensare a un furto, ma Parker trova sospettoso che un ladro, pur notando la luce della lampada che Pasha aveva acceso, che si vedeva nonostante le tende alla finestra, abbia avuto il coraggio di entrare ugualmente per tentare il furto. Parker non ha nessun dubbio sul fatto che l'obbiettivo fosse quello di uccidere Pasha, l'assassino ha solo inscenato il furto. Marlon deduce che il colpevole si sarà sbarazzato della refurtiva gettandola da una scogliera lì vicini, e infatti trova tutta la roba rubata nello studio e anche una pistola, l'arma del delitto. Catherine è da anni una vecchia amica di Grace.
Sotto l'unghia dell'indice destro della vittima viene rilevata traccia di poliuretano mischiato al sangue, Florence intuisce che devono essere le fibre dello sgabello accanto al pianoforte che si trova nello studio di Pasha, la polizia usa sullo sgabello il luminol e leggono le lettere "AS" chiaramente prima di morire, con le sue ultime forze Pasha si è bagnato l'indice con il sangue e ha scritto quelle lettere sullo sgabello, ma qualcuno ha cercato di cancellarle. Florence e Parker fanno analizzare il video della telecamera esterna della villa da un esperto di labiale dove si vede Pasha litigare con la moglie il giorno dell'omicidio riguardo a una cosa che avvenne molti anni prima.
JP ha notato che Marlon è stanco, ha la divisa sporca, e dorme in auto, infatti i suoi coinquilini lo hanno mandato via di casa dato che non vedono di buon occhio il fatto che lavora in polizia, dunque JP lo invita a vivere a casa sua almeno finché non troverà un'altra sistemazione. Mentre Parker è tutto solo al ristorante di Catherine, nota Florence in abito da sera la quale passa un po' di tempo con le sue amiche, rimanendo colpito dalla bellezza della sua collega, Catherine aveva già notato che Parker ama particolarmente la compagnia di Florence, infatti anche se il suo senso del pudore lo spinge a negare tutto, è evidente che ha occhi solo per lei.
Parker capisce che le lettere AS indicano Aidan Shawcross, era un amico di Pasha, venne a trovarli a Saint Marie, morì nel 2001 per via di un incidente stradale in un tornante, era stato Patterson a occuparsi del caso, sulla pistola trovata da Marlon però ci sono proprio le impronte digitali di Aidan. Grace ammette che in passato aveva tradito il marito con Aidan, era stata lei a lavare lo sgabello dal sangue del marito per evitare che trovassero le iniziali del nome di Aidan. Florence decide di andare a Londra per collaborare con Scotland Yard che a quanto pare stava indagando su Aidan.
Catherine telefona a Parker, non si sente al sicuro, ha la sensazione che qualcuno la stia tenendo d'occhio, quindi Parker va a casa di Catherine mentre lei viene aggredita da una persona incappucciata, che alla vista di Parker scappa via. Catherine viene ricoverata in ospedale, lei e Grace sono amiche e il marito della donna è morto, Parker è convinto che l'aggressione ai danni di Catherine non sia un caso e che è legata alla morte di Pasha. Patterson telefona a Camille.

## Messaggio dall'oltretomba (seconda parte)
- Titolo originale: Fake or Fortune
- Diretto da: Jordan Hogg
- Scritto da: James Hall e Robert Thorogood

### Trama
Camille torna a Saint Marie da Parigi. Sua madre non è in pericolo di vita, e a breve verrà dimessa dall'ospedale. Camille intende scoprire chi ha tentato di ucciderla e dunque affianca Parker, JP e Marlon nell'indagine. Catherine confessa a Parker che Grace aveva confermato che il giorno della morte di Pasha quest'ultimo è rimasto sempre nel suo studio, e infatti tutti sentivano il pianoforte suonato da lui, ma Catherine durante il pomeriggio lo vide nel porto, si fermò a chiacchierare con lui.
La polizia va al porto e scoprono che Pasha aveva affittato una barca per raggiungere l'isola di Sainte Hélène, quindi vanno lì e un tassista conferma di aver portato Pasha in una casa intestata a nome di un uomo chiamato John Ward, e guardando la patente Parker scopre che si tratta di Aidan. Grazie alla polizia locale scoprono che è ricoverato in una clinica, è in coma gli rimane poco da vivere, gli è stato diagnosticato un cancro ai polmoni. Florence si mette in contatto con i colleghi da Londra spiegando che Scotland Yard stava costruendo un caso contro Aidan per frode, lo avrebbero arrestato, Parker quindi ha capito che Aidan ha inscenato una falsa morte per sfuggire all'arresto, il corpo trovato nell'auto era carbonizzato dato che il mezzo era esploso durante l'impatto, fu solo dall'impronta dentaria che venne identificato come Aidan Shawcross.
JP scopre che Grace aveva telefonato a Aidan, ciò vuol dire che sapeva che era ancora vivo. Grace racconta tutta la verità a Parker: suo marito le aveva rivelato che Aidan era vivo solo da qualche settimana, per inscenare una falsa morte uccisero un uomo, lo stesso che venne ritrovato carbonizzato nell'auto, Pasha aveva litigato con Grace perché, alla luce del fatto che Aidan stava per morire, desiderava costituirsi alla polizia. Dall'esumazione non viene rilevato nessun riscontro tra il cadavere della misteriosa vittima e il registro delle persone scomparse, Marlon e Camille vanno alla camera mortuaria ma non trovano nessun fascicolo sulla morte dell'uomo che era stato confuso per Aidan, l'impiegato che lavora lì, Godrell James, inizia ad agitarsi, e quindi scappa, ma Camille riesce a catturarlo e ad arrestarlo. Patterson costringe James a raccontare la verità, e infatti ammette che Aidan e Pasha lo pagarono profumatamente affinché dichiarasse nei verbali che l'uomo trovato morto nell'auto fosse Aidan, tra l'altro qualche giorno prima James si accorse che qualcuno aveva forzato la porta della camera mortuaria rubando i fascicoli inerenti al caso, qualcuno stava indagando su Aidan e Pasha prima che lo facesse la polizia.
JP e Marlon trovano nel computer di Pasha una foto di lui, insieme alla moglie e a Aiden, e insieme a loro c'era anche Francelle, la madre di Delford, quest'ultimo spiega alla polizia che sua madre lavorava per Pasha e Grace ma la licenziarono per furto, anche se era innocente. Parker non sapendo che pista seguire, decide di mettersi a pulire la stazione di polizia, e dopo aver lavato con acqua e aceto una tazza la mette a riscaldare nel forno a microonde e a causa del calore la tazza esplode, così Parker intuisce chi ha ucciso Pasha, oltre a scoprire il nome dell'uomo che morì in quell'auto dai dati dell'anagrafe.
Parker spiega a Delford che ha capito che è stato lui a uccidere Pasha, quest'ultimo era andato a Sainte Hélène, nessuno si era accorto della sua assenza perché quella che stavano sentendo era una registrazione di un suo brano, non era lui che stava suonando, Delford lo aveva seguito, e quando Pasha era tornato nel suo studio da Sainte Hélène, Delford sfondò la porta e lo uccise con una pistola munita di silenziatore rubando un po' della sua roba per farlo sembrare un furto, poi tornò nella villa, dopo aver messo un proiettile tra le sterpaglie che stavano bruciando, aspettando che esplodesse per via del calore, tutti credevano che fosse lo sparo e così Delford si è assicurato un alibi. Parker ha capito che l'uomo che Aidan e Pasha avevano ucciso era Liam Anthony Baskin, il padre di Delford (Parker lo aveva scoperto dal certificato di nascita di Delford) era un senzatetto, con tanti problemi, e quindi Pasha e Aidan lo fecero ubriacare per poi metterlo nell'auto che gettarono dal tornante, in modo che tutti pensassero che Liam fosse Aidan e quest'ultimo inscenasse la sua morte, poi Pasha licenziò la compagna di Liam, Francelle, con la scusa che lei aveva rubato. Delford aveva indagato sulla morte del padre, scoprendo il coinvolgimento di Pasha, era stato Delford a forzare la porta alla camera mortuaria e a rubare i fascicoli, quando seguì Pasha a Sainte Hélène scoprì della falsa identità di Aidan trovando nella sua casa la pistola, rubandola, decise di risparmiargli la vita dato che a breve il cancro ai polmoni lo ucciderà comunque, limitandosi a uccidere Pasha dopo avergli detto che voleva vendicare Liam, così Pasha fece in tempo (prima di morire) a scrivere sullo sgabello con il dito sporco di sangue le iniziali di Adain così che la polizia, indagando, trovasse la giusta pista.
Delford viene arrestato ma Camille pretende da lui una spiegazione, non capisce per quale motivo abbia cercato di uccidere Catherine, infatti Delford aveva visto Pasha e Catherine parlare al porto, quest'ultima avrebbe confermato che Pasha era tornato da Sainte Hélène e dunque tramite questa informazione sarebbero risaliti a Aidan e alla soluzione del caso. Delford non ritiene di doversi sentire in colpa per ciò che ha fatto a Catherine dato che Aidan e Pasha non hanno avuto nessuna pietà per Liam. Patterson si congratula con Parker per aver risolto il caso, ammettendo che lui è una grande risorsa per il dipartimento di polizia di Saint Marie. Florence ritorna sull'isola, mentre Camille ha deciso di prendersi qualche giorno di ferie per stare insieme a sua madre, ringraziando Parker per ciò che ha fatto per lei.

## Addio al celibato
- Titolo originale: Somewhere in Time
- Diretto da: Toby Frow
- Scritto da: Tom Nash e Robert Thorogood

### Trama
Hugo Pickford, giovane visconte inglese, raggiunge Saint Marie per festeggiare il suo addio al celibato insieme ai suoi amici Finlay McEwan, Jamie Santisuk e Ollie Gordon, i turisti hanno in programma un giro in barca con Bruce Marsden, chiamato Skip, e quando prendono il largo passano tutta la notte a bere, ma il mattino dopo il corpo di Skip viene ritrovato su una spiaggia infilzato da un arpione.
Parker e la sua squadra iniziano a indagare sulla morte di Skip, accanto al corpo c'è il tender con cui si presume che abbia raggiunto la spiaggia, ma Marlon nota che nel motore manca il carburatore, oltre al fatto che non ci sono i remi quindi è impossibile che Skip abbia raggiunto la spiaggia con il tender. La vittima portava con sé un cellulare usa e getta, dal quale aveva ricevuto vari messaggio inerenti a una consegna, infatti si sospettava che Skip si guadagnasse da vivere con il contrabbando di alcolici. Hugo e i suoi amici tornano al porto, e quando trovano la polizia ad accoglierli si rivelano sorpresi nell'apprendere che Skip è morto, loro infatti hanno passato tutta la notte nella barca.
Marlon e JP si sono accorti che Florence passa sempre più tempo con Parker, ad esempio lo ha accompagnato allo zoo e hanno fatto insieme un'escursione nel vulcano dell'isola, Florence gli propone di fare con lei un bagno nella spiaggia, dato che Parker non ne ha mai fatto uno in tutta la sua vita. A breve JP e Marlon dovranno presiedere davanti a una commissione che valuterà il rendimento di quest'ultimo, Marlon però non sembra desiderare una carriera in polizia, ha accettato di diventare un agente in prova solo per evitare la prigione, ma finito il periodo di prova lascerà la polizia limitandosi a uno stile di vita più onesto.
La polizia si mette a ispezionare la barca di Skip, trovando un piccolo vano nascosto, Marlon trova il carburatore a cui manca la guarnizione ciò vuol dire che Skip lo stava riparando ed è questo il motivo per cui non era nel motore. Il numero di telefono sul cellulare usa e getta di Skip non è più raggiungibile, è probabile che appartiene un altro cellulare usa e getta. Parker è convinto che sono stati i quattro turisti a ucciderlo, poi con la barca hanno raggiunto la spiaggia lasciando lì il corpo e il tender in modo che la polizia pensasse che Skip fosse stato ucciso proprio sulla spiaggia per un episodio di contrabbando finito male, ma Florence smentisce la sua teoria perché sulla barca è montato un navigatore GPS, che ha tenuto traccia degli spostamenti, e la sera prima è rimasta al largo tutta la notte a undici miglia dalla spiaggia dove il corpo è stato trovato.
La polizia indaga sugli amici di Hugo, scoprendo che Ollie è un atleta professionista, Jamie è il gestore di un night club, proprio come Hugo sono entrambi membri dell'alta società, Finlay invece è di umili origini, è un avvocato, lui e Hugo si sono conosciuti all'università. Florence scopre che Skip aveva minacciato Hugo: aveva delle foto di lui mentre baciava un'altra donna, voleva dei soldi con la promessa che avrebbe sabotato l'imminente matrimonio di Hugo, ma Ollie spiega a Parker e Florence che aveva già pagato Skip per far sì che si sbarazzasse di quelle fotografie. Stando agli esami della scientifica, nella gola di Skip c'erano dei peli di cane, Florence e Parker vanno a casa della vittima e trovano una donna, che poi fugge via, sembra che cercasse qualcosa, Parker scopre che Skip aveva un cane, morto ormai da settimane.
Florence si è accorta che Parker è imbarazzato quando è vicino a lei, ingenuamente crede che l'ispettore abbia paura di nuotare, non avendo capito che in realtà è innamorato di lei. Il loro progetto di nuotare in spiaggia viene rimandato a causa della pioggia, quindi passano la notte insieme nel bungalow divertendosi con un gioco da tavolo, per Parker è sempre più difficile reprimere l'amore che prova per Florence, frenato dal fatto che è una sua collega. La polizia trova le impronte digitali di Finlay nel vano nascosto, lui infatti ammette che aveva trovato lì della cocaina, voleva denunciare Skip ma i suoi amici lo convinsero a non farlo. Adesso la polizia ha capito che la donna che era nella casa di Skip è la stessa persona che lo aveva contattato sul cellulare usa e getta, stava cercando la droga che infatti è sparita.
Marlon si mette a pedinare Jamie scoprendo che è stato lui a rubare la cocaina, sorprendendolo in flagrante mentre cerca di venderla alla misteriosa donna, arrestandola. Si tratta di Pamela Bellman, nota trafficante di droga, Jamie sta per dichiarare bancarotta e la sua famiglia non intende aiutarlo, aveva rubato la cocaina a Skip per venderla lui stesso. Hugo si rivolge all'ambasciatore britannico il quale esige che a Hugo e ai suoi amici venga dato il permesso di lasciare Saint Marie dato che la polizia non ha fornito nessuna prova su un'ipotetica colpevolezza. A breve prenderanno l'aereo quindi Parker ha poco tempo per dimostrare che l'assassino è uno di loro. Marlon mostra a Parker la valigetta dove Skip conservava la droga, inoltre JP lo informa che dalle analisi i peli di cane trovati nella gola di Skip sono proprio quelli del suo defunto cane, e così Parker capisce chi è l'assassino.
Hugo, Finlay, Jamie e Ollie vanno all'aeroporto, ma poi vengono raggiunti dalla polizia, Parker spiega ai quattro che ha trovato il fucile da cui è stato sparato l'arpione che ha ucciso Skip dove sono state rilevate le impronte digitali del colpevole. Hugo, per non mettere nei guai i suoi amici ammette di averlo ucciso lui, era ubriaco e usò il fucile per fare tiro al bersaglio con delle lattine, finendo col colpire Skip, cadendo nella trappola di Parker, infatti quello non è il fucile che Hugo aveva usato, in questo modo gli ha estorto la confessione. Parker ha capito che gli amici di Hugo lo avevano coperto, per prima cosa avevano smontato il navigatore GPS dalla barca e lo riposero dentro la valigetta di Skip gettandolo in acqua, poi hanno raggiunto la spiaggia lasciando lì il corpo di Skip e anche il tender, in modo che la polizia pensasse che proprio con il tender Skip avesse raggiunto la spiaggia da solo, infine sono tornati a recuperare la valigetta con dentro il GPS, che è rimasta lì a mollo, in questo modo il GPS (munito di una batteria interna) non avrebbe rilevato nessun spostamento dell'imbarcazione indicando che era rimasta ferma nello stesso punto per tutta la notte. Parker spiega a Hugo che l'unico sbaglio del loro piano è stato quello di non accorgersi che nel motore del tender mancava il carburatore, rivelando però a Hugo, Jamie e Ollie che in realtà Finlay li ha manipolati fin dall'inizio, è stato lui a uccidere Skip e non Hugo: effettivamente Skip seppur gravemente ferito era ancora vivo, solo Finley se ne era accorto e con la coperta che Skip teneva nella timoneria lo ha soffocato, dalle foto di Skip si può notare che il suo cane si sedeva su quella coperta, i suoi peli erano ancora lì e infatti Skip ha finito per inalarli quando Finlay ha usato la coperta per soffocarlo. Finlay desiderava entrare pienamente nel gruppo di Hugo, sentendo che la sua modesta estrazione sociale era un ostacolo, ma se Hugo avesse creduto che era stato proprio lui a uccidere Skip, aiutando Ollie e Jamie a coprirlo, ciò li avrebbe legati per sempre. Finlay viene arrestato, Hugo non può perdonarlo dato che ha cercato di manipolarlo facendogli credere di essere colpevole di omicidio.
Parker e Florence, finalmente, si godono una giornata in costume da bagno a nuotare sulla spiaggia, intanto JP davanti alla commissione, elogia Marlon il quale ha dimostrato un'innata attitudine come poliziotto, probabilmente JP spera di convincerlo a considerare con serietà la carriera nelle forze dell'ordine. Marlon spiega alla commissione che tutti lo hanno reputato un fallito, ma finalmente lavorando in polizia ha trovato persone che credono veramente in lui. Patterson spiega a JP che la commissione è rimasta piacevolmente colpita, non tanto da Marlon quanto dallo stesso JP, infatti vorrebbero offrirgli un posto di lavoro come responsabile del programma di addestramento della polizia, se accettasse però implicherebbe lasciare Saint Marie.

## Il pastello rosso
- Titolo originale: I'll Never Let You Go
- Diretto da: Toby Frow
- Scritto da: Julie Dixon e Robert Thorogood

### Trama
Catherine è tornata a Saint Marie dopo una breve vacanza insieme a Camille. JP dopo attente riflessioni ha deciso di lasciare l'isola insieme alla moglie e alle figlie accettando l'offerta di lavoro che gli è stata fattaː il suo nuovo impiego ha orari di lavoro migliori e ciò che vuole è passare più tempo con le sue bambine. Alla stazione di polizia si presenta un uomo di nome Emmet, il quale in evidente stato di shock dichiara di aver ucciso la sua migliore amica Gardenia sparandole, in mano ha una pistola e i suoi vestiti sono sporchi di sangue, il problema è che non ricorda il momento esatto in cui le sparò, l'ultima cosa che ricorda è di averla vista morta, nel gazebo dove lei di prima mattina faceva sempre yoga e che aveva già la pistola in mano.
La polizia arresta Emmet chiudendolo in una cella di detenzione, effettivamente Gardenia viene trovata morta nel gazebo, era una donna d'affari di successo, proprietaria e fondatrice della società di cosmetici Fallen Tree, Emmet è sempre stato per lei un fidato amico e un importante collega, tanto che Gardienia lo aveva premiato dandogli il 30% del pacchetto azionario della sua compagnia. Era sposata con Patrick, dal quale ha avuto una figlia di nome Cassie, sul ponticello della pistola viene trovata della vernice blu, inoltre accanto al corpo della vittima Parker nota un pastello a cera di colore rosso. Parker nella casa di Gardenia nota delle foto di lei insieme al marito e alla figlia, ma c'è pure un bambino, Florence gli spiega che si tratta del figlio, era molto piccolo, è morto da anni, venne investito da un'auto.
JP e Marlon scoprono dall'autista di Gardenia che lei era andata in un hotel, Patrick era convinto che lo tradisse e che proprio nell'hotel incontrasse il suo amante. La polizia scopre che Gardenia andava lì per incontrare Tarone Vincent, un suo ex dipendente, Marlon si mette sulle sue tracce, e quando lo trova lui scappa, Marlon riesce a recuperare solo il borsone dell'uomo, trovandoci dentro del denaro, la cifra coincide con un prelievo che Gardenia aveva fatto in banca. Marlon e JP trovano Tarone e lo portano alla stazione di polizia, lui smise di lavorare per Gardenia poco dopo la morte del figlio, e infatti lui confessa che il piccolo morì per colpa della madre: Gardenia doveva rimanere a casa a badare a lui, ma era ossessionata dal lavoro, lo lasciò solo e il piccolo, uscendo di casa venne investito da un'auto, lei pagò Tarone affinché non lo raccontasse a nessuno per evitare che si scoprisse che il figlio era morto per via della sua negligenza, Tarone partì per la Florida, ma di recente si è indebitato, costringendo Gardenia a dargli altri soldi, si erano dati appuntamento all'hotel per negoziare la cosa. Tarone viene scagionato, ma mettendosi a provocare Marlon quest'ultimo lo colpisce con un pugno.
Marlon è diventato irascibile per via dell'imminente partenza di JP, lui è il primo che ha creduto in Marlon temendo che senza il suo collega non riuscirà a cavarsela da solo. JP cerca di fargli capire che deve imparare a essere indipendente, è convinto che anche senza di lui Marlon sarà un buon poliziotto. Florence incontra un suo vecchio compagno di scuola, che la invita a uscire con lui, e sebbene non abbia ancora dimenticato Patrice, accetta l'invito ritenendo che sia arrivato per lei il momento di iniziare a uscire con altri uomini, anche se Parker finge di essere felice per la sua collega, per lui è difficile accettare l'idea che Florence possa stare insieme a un altro uomo.
JP guardando i video di sorveglianza dell'hotel, scopre che Cassie aveva seguito sua madre quando Gardenia aveva incontrato Tarone, aveva origliato la loro conversazione, e dunque scoprì che era stata colpa della madre se il fratello di Cassie morì. La morte del bambino traumatizzò Cassie, quest'ultima con una pistola in mano affrontò sua madre la mattina della sua morte, nel gazebo, le mostrò il pastello rosso, quello con cui il fratello di Cassie disegnava prima che morisse, e poi le puntò contro la pistola, ma non ebbe il coraggio di ucciderla, limitandosi a posare per terra l'arma lasciando da sola sua madre. Parker guarda le foto del cadavere di Gardenia, notando che portava dello smalto blu sulle unghia, oltre al fatto che proprio sulle unghia dei pollici ci sono dei graffi, capendo adesso come lei è morta.
Parker, Florence e JP scagionano Emmet perché non è stato lui a uccidere Gardenia, poi lo portano nel gazebo ricostruendo i fatti: lui vide Gardenia nel gazebo, scossa da quello che era accaduto con Cassie, poi Emmet notò la pistola per terra e la raccolse, ma Gardenia, non potendo più convivere con il rimorso di aver causato la morte del figlio, con le mani afferrò la pistola che era in mano a Emmet puntandosela contro e infine ha premuto il grilletto. Gardenia si è tolta la vita, i suoi pollici avevano fatto pressione sul ponticello, quella trovata non era vernice, ma lo smalto che Gardenia aveva sulle unghie, Emmet traumatizzato aveva parzialmente rimosso il ricordo, Cassie e Patrick non gli portano rancore dato che Gardenia aveva deciso di farla finita di sua volontà.
Tarone sporge una denuncia contro Marlon per aggressione, quindi verrà radiato dal programma di addestramento visto che è ancora un agente in prova, dunque tornerà in prigione. JP prende le sue difese, dicendo a Patterson che Tarone sta mentendo e che è stato proprio JP a colpirlo, Patterson finge di credergli, anche Parker e Florence, seppur malvolentieri, gli reggono il gioco, così da impedire l'arresto di Marlon e salvando la sua carriera, in ogni caso JP ha già deciso di non fare più il poliziotto per diventare un addestratore, dunque non ci saranno conseguenze per lui nel caso venisse denunciato per aggressione. Catherine cerca di far capire a Parker che per conquistare una donna, ciò che più conta è l'intraprendenza, lui non potrà mai stare al fianco di Florence se prima non sconfigge le sue paure, quindi Parker si fa coraggio e va a casa di Florence la quale si stava preparando per il suo appuntamento, piuttosto sorpresa dalla visita di Parker; quest'ultimo all'inizio si fa prendere dal nervosismo, ma poi si mette a guardarla sorridendo, facendo presumere che finalmente è pronto a confessarle il suo amore.